# Байкальская пригородная пассажирская компания
Байкальская пригородная пассажирская компания — акционерное общество, осуществляющее пригородные пассажирские перевозки железнодорожным транспортом в Иркутской области и Республике Бурятия.

## История
АО «Байкальская ППК» было создано 1 апреля 2011 года в рамках реализации Программы структурной реформы на железнодорожном транспорте. Выполнять перевозки по Иркутской области компания начала 1 мая 2011 года, по республике Бурятия — 1 июля 2011 года.
За 2011 год компанией перевезено около 17 млн пассажиров, за 2012 год — 16,1 млн пассажиров, за 2013 год — 13,6 млн пассажиров, за 2014 год — 12,5 млн пассажиров.

## Учредители и акционеры
- ОАО «Российские железные дороги» — 49,99 %
- Правительство Иркутской области — 50,01 %

## Деятельность
Байкальская пригородная пассажирская компания осуществляет перевозки на территории всей Иркутской области и республики Бурятия, обслуживает пассажиров на следующих участках: Иркутский, Вихоревский, Северобайкальский, а также на опорной станции Улан-Удэ. Наиболее крупные станции в зоне деятельности компании: Иркутск, Ангарск, Усолье-Сибирское, Зима, Нижнеудинск, Тайшет, Вихоревка, Коршуниха-Ангарская, Лена, Северобайкальск, Слюдянка, Улан-Удэ.
По маршруту Иркутск — Черемхово и Черемхово — Зима курсирует скорый пригородный поезд "Байкальская Стрела". В состав поезда входят вагоны 1 и 2 класса: мягкие, комфортные кресла, столики, ТВ. В 1-м головном вагоне имеется бесплатный wi-fi.
Также компания выполняет перевозки по туристическому маршруту вдоль Байкала по Кругобайкальской железной дороге. С 2014 г. запущен тур экономкласса по Кругобайкальской железной дороге.
В декабре 2012 г. в пригородных кассах на ст. Иркутск-Сортировочный, Вихоревка запущена продажа авиабилетов по всем направлениям. 
В мае-июне 2013 г. введено в эксплуатацию 42 билетопечатающих автомата (БПА) на станциях: Коршуниха-Ангарская, Тайшет, Нижнеудинск, Зима, Половина, Черемхово, Усолье-Сибирское, Ангарск, Мегет, Иркутск-Сортировочный, Иркутск-Пассажирский, Академическая, Кая, Большой Луг, Слюдянка. В среднем доля продаж через БПА составляет 23 %. 
В ноябре 2013 г. введена в действие электронная транспортная карта.
В марте 2014 г. на ст. Падунские Пороги в пригородной кассе открыта продажа авиабилетов. 
Ежемесячный объём перевозок Байкальской пригородной пассажирской компании составляет 1,1 млн пассажиров, перевозимых 192 вагонами в 36 составах, на территории всей Иркутской области и Республики Бурятия: Зима — Иркутск — Слюдянка — 70 вагонов, Вихоревка — НовоБратск — 24 вагона, Лена — Тайшет — Зима — 54 вагона, Слюдянка — Петровский Завод — 44 вагона.